# Antichloris
Antichloris is een geslacht van vlinders van de familie spinneruilen (Erebidae), uit de onderfamilie Arctiinae.

## Soorten
- A. affinis Rothschild, 1912
- A. albipunctata Lathy, 1899
- A. bricenoi Rothschild, 1912
- A. caca Hübner, 1827
- A. clementi Schaus, 1938
- A. chalcoviridis Hampson, 1901
- A. chloroplegia Druce, 1905
- A. eriphia Fabricius, 1776
- A. flammea Dognin, 1891
- A. lamalissa Schaus, 1924
- A. marginata Gaede, 1926
- A. miraculosa Hering, 1926
- A. ornata Druce, 1883
- A. painei Rothschild, 1912
- A. phaiodes Dognin, 1912
- A. pinguis Zerny, 1931
- A. puriscal Schaus, 1911

- A. purpurea Lathy, 1899
- A. scotoptera Hampson, 1914
- A. scudderii Butler, 1876
- A. steinbachi Rothschild, 1912
- A. toddi Chalumeau & Delplanque, 1978
- A. trinitates Rothschild, 1912
- A. viridis (Druce, 1884)
- A. viridisaturata Rothschild, 1912
- A. zernyi Forster, 1949